# Métro de Recife
Le métro de Recife est un métro situé à Recife, dans l'État du Pernambouc, au Brésil. Il est composé de deux lignes totalisant 39,7 km et 31 stations. Son ouverture a lieu le 11 mars 1985.

## Historique
La première ligne de métro (Linha Centro) a été construite pour soulager la ville des problèmes de circulation.  En septembre 1982, le gouvernement fédéral a créé le consortium Metrorec par l'intermédiaire du ministère des Transports, constitué par la Rede Ferroviária Federal S/A (RFFSA) et par la CBTU (société brésilienne des transports urbains). La construction du métro, c'est-à-dire l'électrification, le doublement des voies et la mise en site propre d'une ligne ferroviaire existante, a commencé en janvier 1983. Le 11 mars 1985, les premiers trains de voyageurs ont commencé à circuler., mais avec un service de 6 h à 13 h seulement. Trois extensions de la ligne furent mises en service en 1986 et 1987. En septembre 1986 le service sera effectué aux horaires tenus à ce jour, de 5 h à 23 h.
Un appel d'offres pour extension du réseau a été lancé en août 1998. Les travaux d'agrandissement ont commencé, dont l'électrification de 14,3 km de la ligne sud avec doublement des voies existantes et mise à écartement large, entre les stations de Recife et Cajueiro Seco ainsi que le prolongement de 4,5 km de la ligne Centro, de la gare routière (Rodoviária ) à Camaragibe Le soutien financier de la Banque mondiale fut nécessaire. Ce prolongement a été inauguré en décembre 2002. Le contrat prévoyait également la climatisation des véhicules.
La ligne sud (Linha Sul) devait ouvrir en 2002, mais en raison de problèmes financiers, le premier tronçon n'est terminé qu'en février 2005 et deux autres ont été ajoutées en 2008 après apport financier supplémentaire. Le terminus sud de Cajueiro Seco a finalement été atteint en mars 2009.
| Chronologie des mises en service |

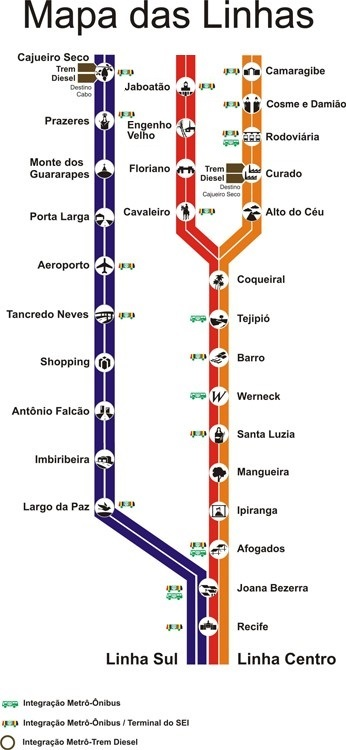
Le réseau du métro en 2013

| 11 mars 1985 : ligne Centro, tronçon commun Recife - Werneck (6,5 km ; sept stations) 8 août 1986 : ligne Centro, tronçon commun Werneck - Coqueiral (3,6 km ; trois stations) 24 septembre 1986 : ligne Centro, branche nord tronçon Coqueiral - Rodoviária (3,9 km ; trois stations) 29 août 1987 : ligne Centro, branche est tronçon Coqueiral - Jaboatão (6,5 km ; quatre stations) 26 décembre 2002 : ligne Centro, branche nord tronçon Rodoviária - Camaragibe (4,7 km ; une station) 28 février 2005 : ligne Sud, Recife - Imbiribeira (3,8 km ; quatre stations) 28 mars 2008 : ligne Sud, Imbiribeira - Shopping (3 km ; deux stations) 17 novembre 2008 : ligne Sud, Shopping - Tancredo Neves (0,8 km ; une station) 23 mars 2009 : ligne Sud, Tancredo Neves - Cajueiro Seco (6,7 km ; cinq stations) 8 juin 2013 : ligne Centro, branche nord, mise en service de la station Cosme e Damião |

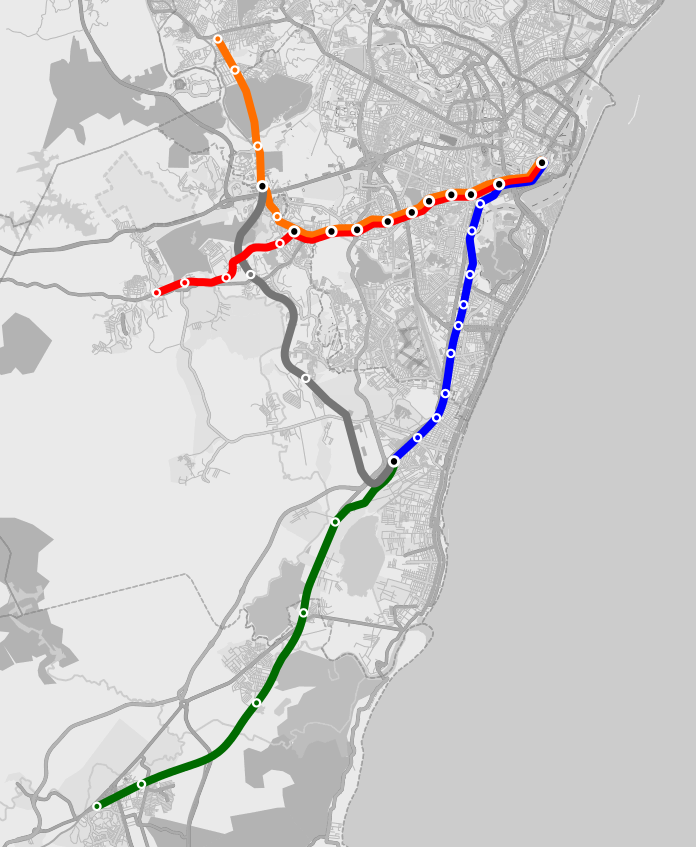
Carte du réseau métro (rouge, bleu, orange) et VLT (lignes vertes et grises)

### Le réseau VLT
Le réseau de métro est complété par un VLT (train léger sur rail) exploité avec des motrices diesel reliant les deux lignes de métro. Depuis 2013, la ligne de Cajueiro Seco à Cabo (18,5 km), ainsi que la liaison tangentielle reliant les deux lignes de métro entre Cajueiro Seco et Curado sont exploités du lundi au vendredi, de 5h à 20h (samedi, jusqu'à 14h), au total 31,5 km et neuf stations . Le VLT n'étant pas en site propre intégral ne peut être considéré comme un métro.

## Le réseau

### Les lignes
Le réseau compte deux lignes dont une, la ligne Centro, possède deux branches. La ligne a un écartement large et est exploitée par Metrorec (Metro Recife) intégré.dans une organisation intégrée des transports de l'agglomération.
La ligne Centro dessert trois communes, Recife, Jaboatão dos Guararapes et Camaragibe. La ligne sud dessert deux municipalités, Recife et Jaboatão dos Guararapes.
La première ligne de métro (Linha Centro) circule principalement au-dessus du sol le long d'un ancien tracé ferroviaire du centre-ville à l'est vers la banlieue ouest et la gare routière (Rodoviária).

La ligne sud (Linha Sul) en direction de Cabo a été modernisée pour le service de métro jusqu'à Cajueiro Seco. Une de ses stations est une correspondance accès direct à l'aéroport. 

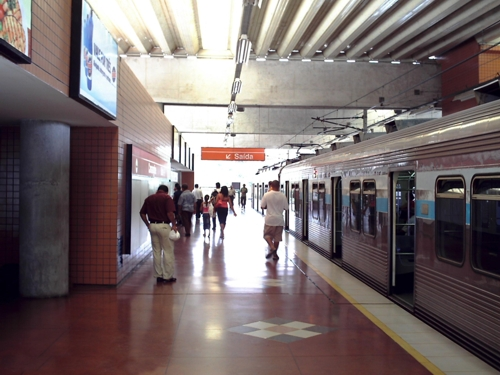
Station terminus Camaragibe

| Ligne                   | Trajet                          | Longueur (km) | Stations | Durée (min) | Fonctionnement              |
| ----------------------- | ------------------------------- | ------------- | -------- | ----------- | --------------------------- |
| Centre - branche Nord 1 | Recife ↔ Camaragibe             | 18,7          | 15       | 28          | Tous les jours, de 5h à 23h |
| Centre - branche Est 2  | Recife ↔ Jaboatão               | 16,6          | 14       | 26          | Tous les jours, de 5h à 23h |
| Ligne Centre            | Recife ↔ Camaragibe et Jaboatão | 25,2          | 19       | ---         | Tous les jours, de 5h à 23h |
| Sud                     | Recife ↔ Cajueiro Seco          | 14,3          | 12       | 22          | Tous les jours, de 5h à 23h |

### Les stations
Liste des stations du métro de Recife
La station Werneck porte le nom de l'ingénieur Edgar d'Almeida Werneck (1888-1925), chef du trafic de l'ancien « Great Western », assassiné d'un coup de fusil par un contrôleur de freins appelé Antonio, dit « le Macague », qu'il venait de renvoyer !

## Équipements du réseau

### Matériel roulant
Les trains circulent sur une voie ferrée à écartement large (1 600 mm) et reçoivent leur énergie de traction en 3kV cc. Cette énergie de traction est fournie sur la ligne 1 par cinq sous-stations.
Le matériel roulant initial est constitué de 25 trains de quatre voitures fabriqués par TUES.
En 2010, la CBTU a attribué à CAF la fabrication et la livraison de 15 rames de quatre voitures qui seront livrées en 2012-2013.

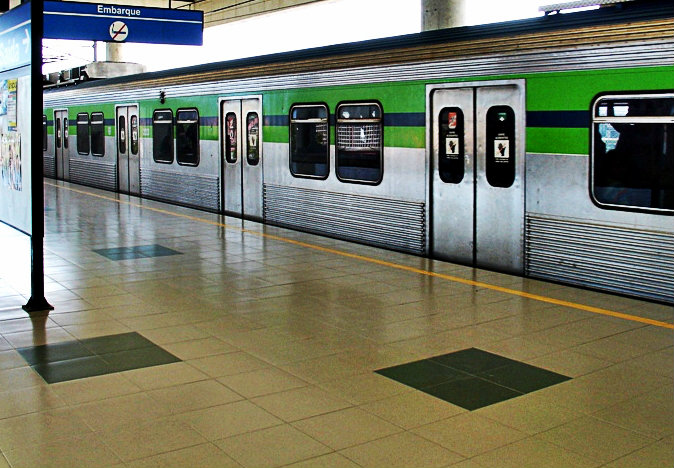
Train à la station Imbiribeira

| Modèle/Série                                  | Puissance | Fabricant           | Origine            | Année de fabrication | Rames | Voitures |
| --------------------------------------------- | --------- | ------------------- | ------------------ | -------------------- | ----- | -------- |
| TUE Santa Matilde/MAN AG-Série 800 (Metrorec) | 2208 kW   | Santa Matilde / Man | Brésil / Allemagne | 1984-1985            | 25    | 100      |
| TUE CAF 7000/9000                             | 3120 kW   | CAF                 | Brésil / Espagne   | 2012-2013            | 15    | 60       |

## Exploitation et fréquentation
:Les lignes sont ouvertes tous les jours de 5 h à 23 h.
En 1986, la fréquentation du métro atteignait déjà 42 millions de passagers. En 2005, avant l'ouverture de la ligne, la fréquentation atteignait 170 000 passagers par jour, 180 000 passagers en 2008.

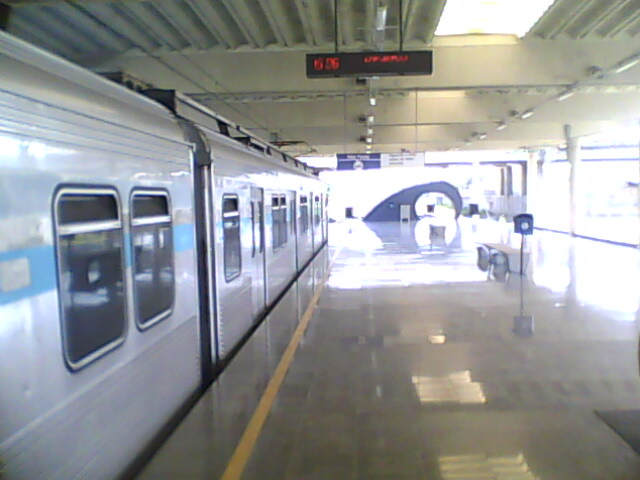
Station Tancredo neves

| Année | par jour | par an (millions |
| ----- | -------- | ---------------- |
| 1985  |          | 2                |
| 1988  | 7 500    |                  |
| 1990  |          | 53               |
| 1995  | 60 000   | 37               |
| 2000  | 105 000  | 42               |
| 2004  | 123 000  |                  |
| 2005  | 170 000  | 54               |
| 2008  | 196 000  |                  |
| 2010  |          | 68               |
| 2012  | 277 850  |                  |
| 2013  | 350 000  |                  |
| 2015  | 400 000  | 112              |
| 2018  |          | 104              |

## Projets d'expansion
Des études internes à la CBTU faisaient état de projets pour un développement important du réseau, avec de nouvelles lignes de métro et de VLT, mais aucune réalisation n'a encore vu le jour.